# Homing endonukleaza
Homing endonukleaze su tip restrikcionih enzima. Oni deluju na ćelijsku DNK ćelije koja ih je sintetisala, u suprotnom alelu od onog na kome je gena koji ih kodira.

## Poreklo i mehanizam
Poreklo i funkcija homing endonukleaza se još uvek istražuju. Po jednoj od hipoteza one su sebični genetički elementi, slično transpozonima, jer one olakšavaju održavanje genetičkih elemenata koji ih kodiraju.
Sekvenca prepoznavanja homing endonukleaza je dovoljno duga da se randomno javi samo sa veoma niskom verovatnoćom (približno svakih 7 x 1010 bp), i normalno se nalazi samo jednom u genomu. Generalno, gen koji kodira endonukleazu (HEG) je lociran unutar sekvence prepoznavanja koju enzim preseca.
Pre transmisije, jedan alel nosi gen (HEG+), dok drugi ne nosi (HEG–), i stoga je podložan presecanju ovim enzimom. Nakon sinteze enzima, on preseca hromozom u HEG- alelu, inicirajući respons ćelijskog sistema popravke DNK. Oštećenje se popravlja putem rekombinacije, koristeći obrazac suprotnog, neoštećenog DNK alela, HEG+, koji sadrži gen endonukleaze. Na taj način gen se kopira na alel koji ga inicijalno nije imao, i on se zatim prenosi u narednim generacijama. Ovaj proces se naziva „homing“.

## Spoljašnje veze
- Rebase
- Perler FB. „InBase”. Архивирано из оригинала 02. 08. 2010. г. Приступљено 9. 8. 2010. „The Intein Database and Registry (from New England Biolabs)”